# ميهو ميازاكي
ميهو ميازاكي (باليابانية: 宮崎 美穂) هي مغنية وممثلة يابانية ولدت في يوم 30 يوليو 1993 في مدينة طوكيو عاصمة اليابان. بدأت نشاطها في سنة 2007 وهي عضوة في فرقة إيه كيه بي48.